# Черногръб плодов гълъб
Черногръбият плодов гълъб (Ptilinopus cinctus) е вид птица от семейство Гълъбови (Columbidae).

## Разпространение и местообитание
Видът се среща в тропически гори на Бали и Малки Зондски острови.